# Alfredo Alves Tinoco
Alfredo Alves Tinoco meglio conosciuto come Tinoco (Rio de Janeiro, 2 dicembre 1904 – Rio de Janeiro, 4 luglio 1975) è stato un calciatore brasiliano.

## Carriera
A livello professionistico, Tinoco giocò con il Vasco da Gama. 
Con la Nazionale brasiliana disputò il Mondiale 1934.

## Palmarès
- Campionato Carioca: 2

Vasco da Gama: 1929, 1934